# Neophoberinae
Neophoberinae is een onderfamilie van kreeftachtigen uit de klasse van de Malacostraca (hogere kreeftachtigen).

## Geslachten
- Acanthacaris Spence Bate, 1888